# Earlshannonite
La earlshannonite è un minerale appartenente al gruppo dell'arthurite.